# Joseph Oughourlian
Pour les articles homonymes, voir Oughourlian.
Joseph Oughourlian, né le 15 février 1972 à Paris, est un entrepreneur financier et homme d'affaires français d'origine libano-arménienne. Fondateur du fonds activiste Amber Capital, il monte au capital d'entreprises dont il cherche ensuite à influencer la gestion.
Il est également connu du public comme président du RC Lens, depuis le 16 juin 2018.

## Biographie

### Origines et formation
Joseph Oughourlian naît à Paris le 15 février 1972. Il est le fils du neuropsychiatre Jean-Michel Oughourlian et le petit-fils de Joseph Oughourlian qui fut, de 1962 à 1983, premier vice-gouverneur de la Banque du Liban (banque centrale du Liban) et rescapé du génocide arménien. Sa mère, infirmière, est anglaise.
Il fait ses études secondaires à Sainte-Croix de Neuilly, où il obtient son baccalauréat en 1989. Il est diplômé de l'École des hautes études commerciales de Paris (HEC Paris) et de l'Institut d'études politiques de Paris (Sciences Po),. Il a également obtenu une maîtrise en économie à la Sorbonne.

### Carrière professionnelle
Il commence sa carrière en coopération à la Société générale en 1994.
Il déménage à New-York en 1996 où il commence, l'année suivante, à gérer des fonds en direct, toujours pour la Société générale. C'est ainsi qu'il en vient à créer en octobre 2001 le premier fonds Amber, par scission, en utilisant du capital d'amorçage de la banque. Il dirige alors un fonds avec plus de six milliards d'actifs.
En 2005, il fonde à New-York le fonds d’investissement activiste Amber Capital, mais trois ans plus tard la crise met à mal sa clientèle et les avoirs gérés. En 2012, il relocalise la société de gestion à Londres en raison de nombreux investissements en Europe, mais également avec des bureaux à Milan ; Joseph Oughourlian investit beaucoup en Italie (dans une vingtaine de sociétés différentes).
En décembre 2015, il est nommé au conseil d'administration du groupe de presse espagnol Prisa. Le 29 avril 2019, il est nommé vice-président, étant l'actionnaire principal par l’intermédiaire de la société Amber Capital puis président du conseil d'administration en février 2021. Une fois ses actions sur le groupe Lagardère terminées en France, il s'investit plus particulièrement sur ses affaires à Madrid ; en 2021 il possède presque un tiers du groupe Prisa tandis que Vivendi, devenu partenaire à la suite du raid sur Lagardère, possède pratiquement un dixième des parts.
Au 1er mars 2020 (donc après le krach boursier de 2020), Amber Capital gère 1,1 milliard d'euros d'actifs.

#### Activisme
Via Amber Capital, Joseph Oughourlian monte au capital de sociétés qu'il considère comme mal gérées et dont il cherche à influencer le management (actionnaire activiste). Il se définit pourtant comme un « gestionnaire actif » et réfute la qualification d'activiste.
En 2014, il obtient le départ de Frédéric Vincent de son poste de directeur général de Nexans. En 2015, il devient le premier actionnaire de Prisa, puis l'oblige à se restructurer et à céder sa participation dans Le Monde. En 2016, il monte au capital de Gameloft et fait monter les enchères entre Vivendi et Ubisoft avant de permettre à Vivendi de l'emporter. Il incite également Total à relever son offre sur Saft.
En 2017, il amène Solocal à restructurer sa dette et pousse Lactalis à relever son offre sur Parmalat. Deux ans plus tard, il demande à Suez de remettre sa stratégie à plat et de céder sa filiale espagnole Agbar.
En 2020, il est personnellement à l'origine d'une campagne médiatisée afin d'évincer Arnaud Lagardère, à qui il reproche une mauvaise gestion, de son groupe,,, en demandant la révocation du conseil de surveillance de Lagardère,,. Cette bataille d'actionnaires devient aussi une bataille de personnes, entre l'intéressé et Arnaud Lagardère et durera quatre années.

#### Implication dans le milieu sportif
Joseph Oughourlian a investi à partir de 2015 dans le club colombien de Millonarios (Bogota), alors en difficulté, mais en a laissé la gestion à son associé Gustavo Serpa,,. La Colombie est le pays d'origine de sa grand-mère.
En mai 2016, Joseph Oughourlian, qui pilote un fonds ad hoc appelé Solferino, est préféré à deux offres concurrentes pour acheter le club de football du Racing Club de Lens, dans une situation financière très délicate après cinq saisons consécutives en Ligue 2. L'objectif affiché est de ramener et stabiliser le club en Ligue 1. Mais après une première saison où Lens est tout proche de la montée, la deuxième voit l'équipe s'enfoncer dans le fond du classement de L2, poussant le nouveau propriétaire à des changements radicaux. En décembre 2017 il devient seul actionnaire, après le rachat de la participation minoritaire détenue par l'Atlético Madrid, et le 16 juin 2018, président du conseil d’administration.
Il redresse financièrement le club, réduisant ses pertes de 17 millions d'euros à 3 millions, en améliorant sa gestion, secondé par un directeur général, Arnaud Pouille. Joseph Oughourlian revendique une politique de tarifs accessibles pour les supporters, avec lesquels il évoque un « contrat » qui le conduit à avoir une politique sociale : « Les prix bas vont rester bas ». Il déclare en décembre 2019 que « son rêve secret est de ramener l’Europe à Bollaert », alors que Lens est toujours en Ligue 2. L'accession en L1 sera obtenue au terme de la saison 2019-2020, écourtée par la pandémie de Covid-19. En juillet 2020, il devient président du nouveau Racing Club de Lens féminin.
Après la montée du RC Lens dans l'élite, l'actionnaire poursuit ses investissements sur fonds personnels, finançant de plusieurs millions d'euros le recrutement de joueurs. Il fait notamment venir le joueur ivoirien Seko Fofana à l'été 2020, plus gros transfert de l'histoire du club. La reconnaissance de ses pairs présidents de clubs lui permet d'être élu au conseil d'administration de la Ligue professionnelle de football en novembre 2022. En mai 2023, le souhait de Joseph Oughourlian se réalise : après 16 ans d'absence, Lens se qualifie pour une Coupe d'Europe, la plus prestigieuse, la Ligue des champions. Avec ce succès, il réussit à entraîner avec lui de nouveaux actionnaires.
En décembre 2017, il devient aussi actionnaire du Calcio Padoue, un club de football italien évoluant en Série C, promu en Série B en 2018-2019.

## Vie personnelle
Joseph Oughourlian déménage en 2012 pour résider à South Kensington avec sa femme Jennifer « Jennie » Banks et leurs trois enfants. Il parle parfaitement l'anglais, le français, l'italien et l'espagnol.
Il est vice-président de l'Union générale arménienne de bienfaisance au Royaume-Uni depuis 2010.
Il est également l'un des principaux mécènes de Sciences Po.